# آدام آلتر
آدام آلتر (به انگلیسی: Adam Alter) نویسندهٔ کتابهایی در حوزهٔ بازاریابی است و همزمان در دانشکدهٔ بازرگانی استرن در دانشگاه نیویورک تدریس می‌کند. او نویسندهٔ کتاب‌های پرفروش نیویورک تایمز نیز هست.

## تحصیلات
آلتر، از دانشگاه نیو ساوت ولز مدرک کارشناسی (۲۰۰۴) در رشتهٔ روانشناسی و کارشناسی ارشد گرفت (۲۰۰۶) و موفق به اخذ درجهٔ دکترا از دانشگاه پرینستون در رشته روانشناسی گردید (۲۰۰۹).

## حضور در رسانه
آلتر در اوت ۲۰۱۷ در برنامهٔ «ساعت خبری» شبکهٔ تلویزیونی پی‌بی‌اس حاضر می‌شد و در مورد علت اعتیادپذیری شدید گوشی‌های هوشمند و ضرورت کاهش استفاده از آن سخنرانی می‌کرد.

## آثار ترجمه شده به فارسی
- لطفاً زامبی نباشید (مقاومت ناپذیر)، ترجمهٔ هوشمند دهقان، انتشارات پیام امروز ۱۳۹۷
- بازداشتگاه صورتی، ترجمهٔ هوشمند دهقان، ترجمان علوم انسانی ۱۳۹۸